# Joshua Christian Kojo King
Joshua Christian Kojo King (15 de gener de 1992) és un futbolista professional noruec que juga com a davanter pel Fenerbahçe SK turc i per l'equip nacional noruec.